# Schönenberg an der Thur
Schönenberg an der Thur ist eine südlich von Sulgen am linken  Thurufer gelegene Ortschaft und gehört zur Gemeinde Kradolf-Schönenberg des Bezirks Weinfelden im Kanton Thurgau in der Schweiz.
Die ehemalige Ortsgemeinde war von 1803 bis 1995 Teil der damaligen Munizipalgemeinde Neukirch an der Thur. Schönenberg an der Thur fusionierte am 1. Januar 1996 zur Gemeinde Kradolf-Schönenberg.

## Geschichte

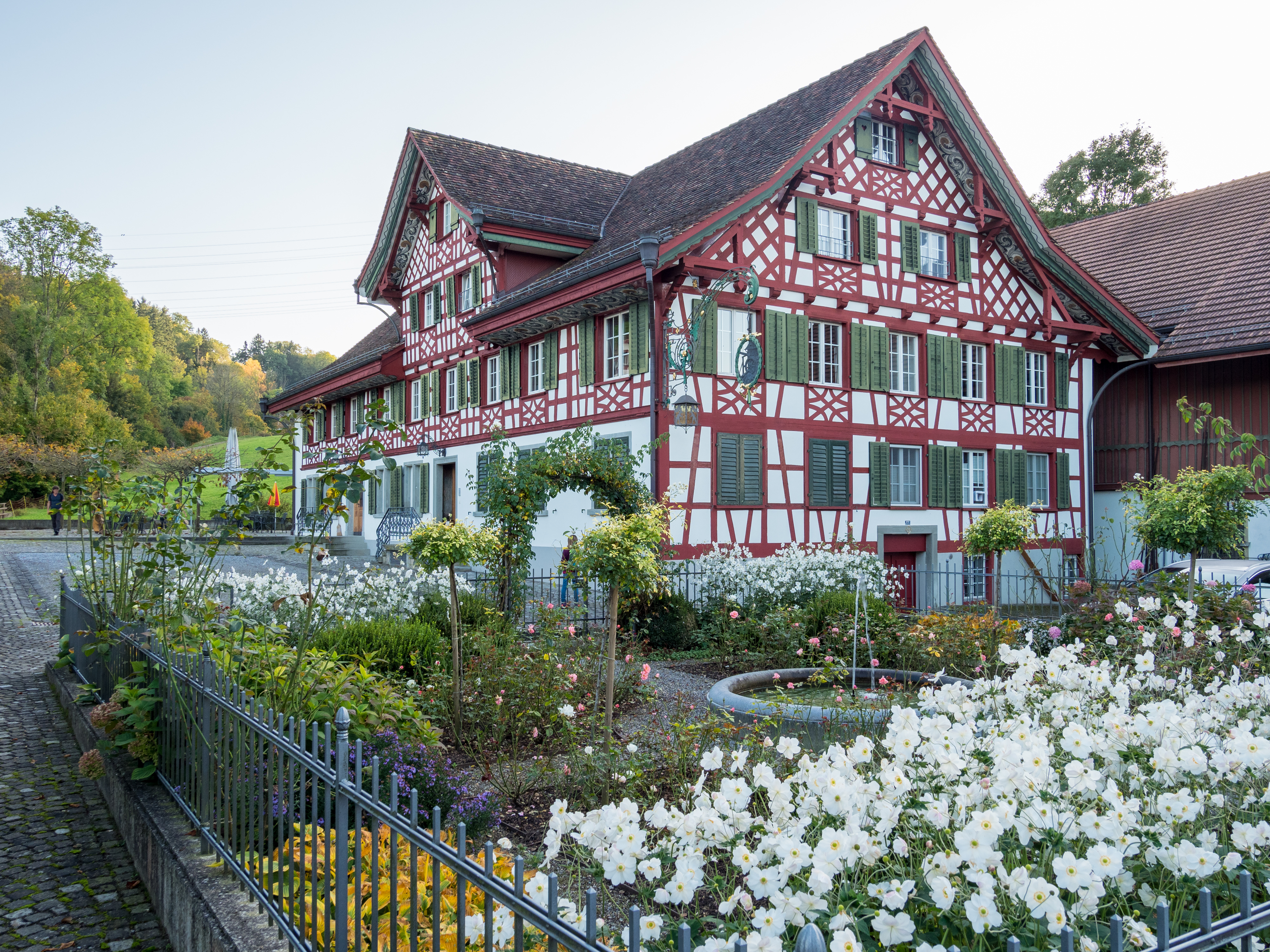
Obermühle

Spinnerei Schönenberg in der Zwischenkriegszeit

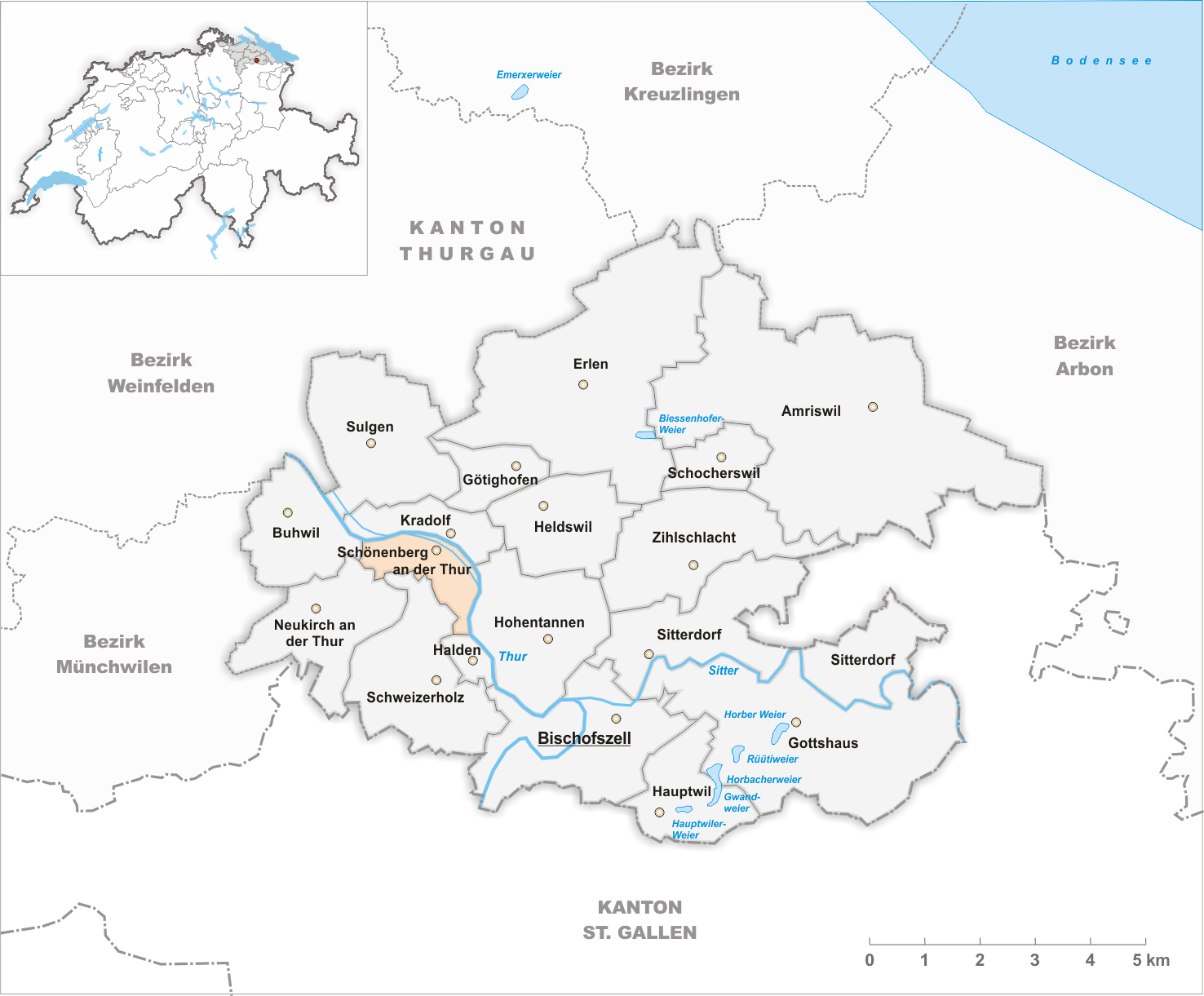
Gemeindestand vor der Fusion im Jahr 1996

Schönenberg an der Thur wurde 838 als Thuruftisthorf und 1359 als Schönnenberg urkundlich erwähnt. Abt Bernwig von St. Gallen verlieh das Dorf 838 einem Wolvini. Im 12. Jahrhundert errichteten bischöflich-konstanzische Ministerialen eine Burg, die sie Schönenberg nannten und deren Name sich im 14. Jahrhundert allmählich auf das Dorf übertrug. 1360 übernahm der Bischof von Konstanz die niedere Gerichtsherrschaft, bildete das Schönenberger Amt mit den Rotten Andreuti, Aspenreuti, Katzensteig, Kenzenau
einer Anzahl Einzelhöfen sowie mit Neukirch, Halden und Schweizersholz
und übergab dessen Verwaltung seinem Obervogt in Bischofszell, der diese bis 1798 innehatte. Kirchlich teilte Schönenberg das Schicksal von Sulgen, besass aber das Recht, den Gottesdienst in Neukirch zu besuchen.
Die Gemeinde bildete sich 1798. 1872 ersetzte die Ortsgemeinde die Fähre mit einer Brücke über die Thur. Die Einwohner betrieben Kornbau in drei Zelgen sowie Obst-, Wein-, Garten- und Grasbau. Die Milchwirtschaft nahm im 19. Jahrhundert ihren Anfang. Bereits 1361 wurde eine Mühle erwähnt, die bis 1958 bestand. 1676 erlaubte ein Mühlenrecht den Betrieb der unteren Mühle, die bis 1880 lief. Im 19. Jahrhundert wurde etwas Stickerei in Heimarbeit produziert. Dank der Wasserkraft der Thur gründete Heinrich Brunner 1863 in Schönenberg eine Seidenstoffweberei, die zu Beginn mit rund 140 Webstühlen produzierte. Ab 1900 hiess die Firma Siber & Wehrli und beschäftige 1910 690 Angestellte; 1925 folgte die Umwandlung in eine Aktiengesellschaft. Während der Weltwirtschaftskrise 1932 liefen noch 350 Webstühle, 1978 wurde der Betrieb eingestellt. Die Kraftzentrale der Seidenstoffweberei kann heute als Industriedenkmal besichtigt werden. 1876 erhielt Schönenberg mit dem Bahnhof in Kradolf auf der gegenüberliegenden Thurseite einen Anschluss an die Bischofszellerbahn. Im 20. Jahrhundert wurden die Arbeitsplätze in Schönenberg hauptsächlich von der Industrie gestellt, 1920 waren es 80 %, 1980 63 %. Heute sind die diversen holzverarbeitenden Betriebe wichtige Arbeitgeber. Nach 1980 führten zahlreiche Neubauten zu einem Bevölkerungszuwachs.

## Wappen
Blasonierung: Geteilt von Rot und Weiss.
Das Wappen wurde von den Herren von Schönenberg übernommen.

## Bevölkerung
| Jahr         | 1831  | 1850  | 1900  | 1950  | 1990  | 2000  | 2010  | 2018                   | 2023                   |
| Ortsgemeinde | 190   | 246   | 423   | 807   | 1092  |       |       |                        |                        |
| Ortschaft    |       |       |       |       |       | 1102  | 968   | 1360 (mit Aussenhöfen) | 1477 (mit Aussenhöfen) |
| Quelle       | [ 3 ] | [ 3 ] | [ 3 ] | [ 3 ] | [ 3 ] | [ 6 ] | [ 7 ] | [ 2 ]                  | [ 8 ]                  |

Von den insgesamt 1477 Einwohnern der Ortschaft Schönenberg an der Thur am 31. Dezember 2023 waren 408 bzw. 27,6 % ausländische Staatsbürger. 452 (30,6 %) waren evangelisch-reformiert und 355 (24,0 %) römisch-katholisch.

## Sehenswürdigkeiten

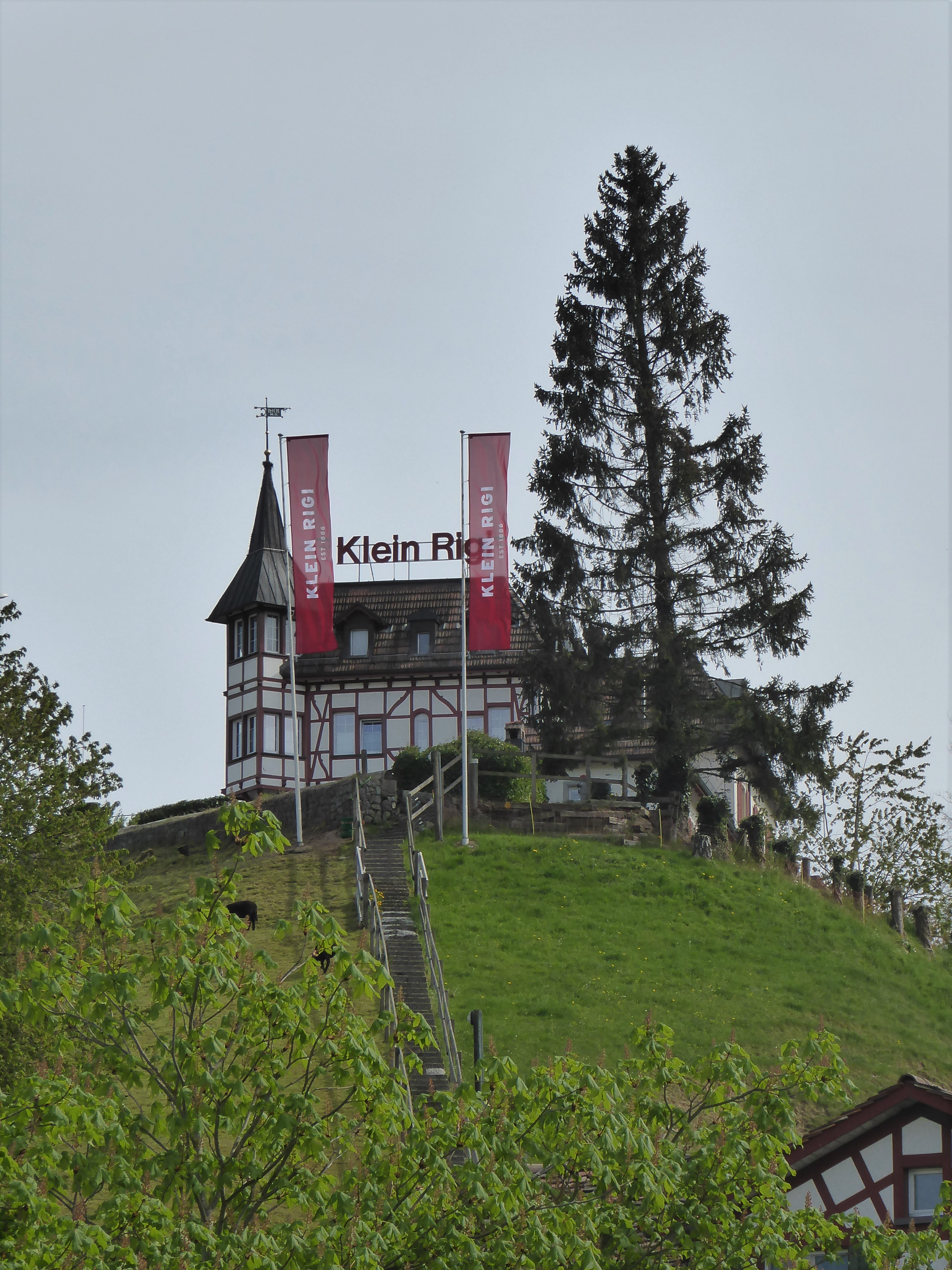
Klein Rigi oberhalb von Schönenberg an der Thur

Zu den Sehenswürdigkeiten von Schönenberg an der Thur zählen die Ruinen Last (früher Burg Schönenberg) und Heuberg sowie der alte Dorfkern mit der ehemaligen Mühle. Von der Seidenweberei ist heute noch die Kraftzentrale zu besichtigen, die als Industriedenkmal gilt und zugleich die bedeutendste und vollständigste Anlage dieser Art in der Schweiz ist. Markant sind zudem die moderne Schrägseilbrücke über die Thur nach Kradolf und der Aussichtspunkt «Klein Rigi» mit dem gleichnamigen Hotel/Restaurant.

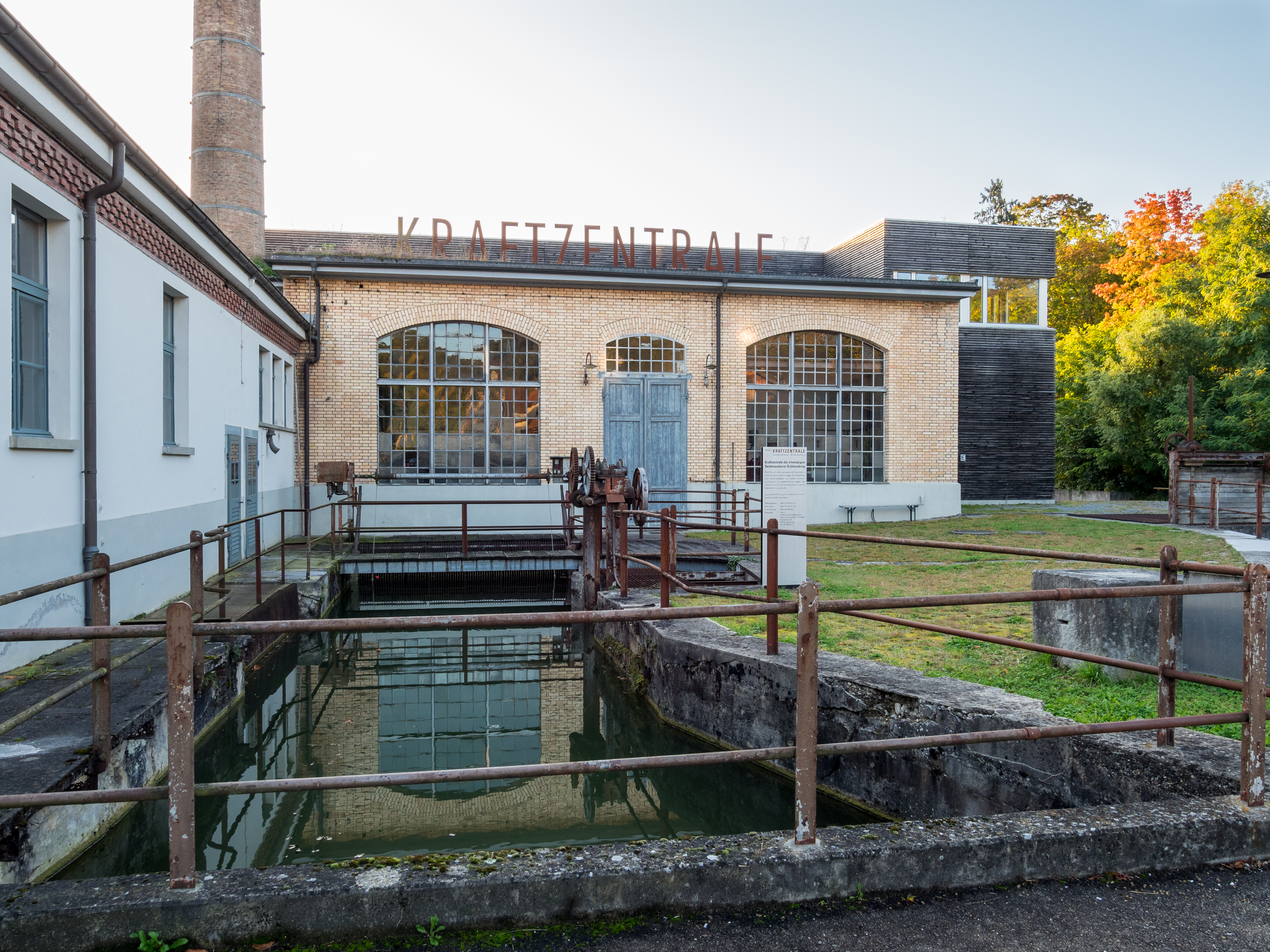
Kraftzentrale der ehemaligen Seidenweberei
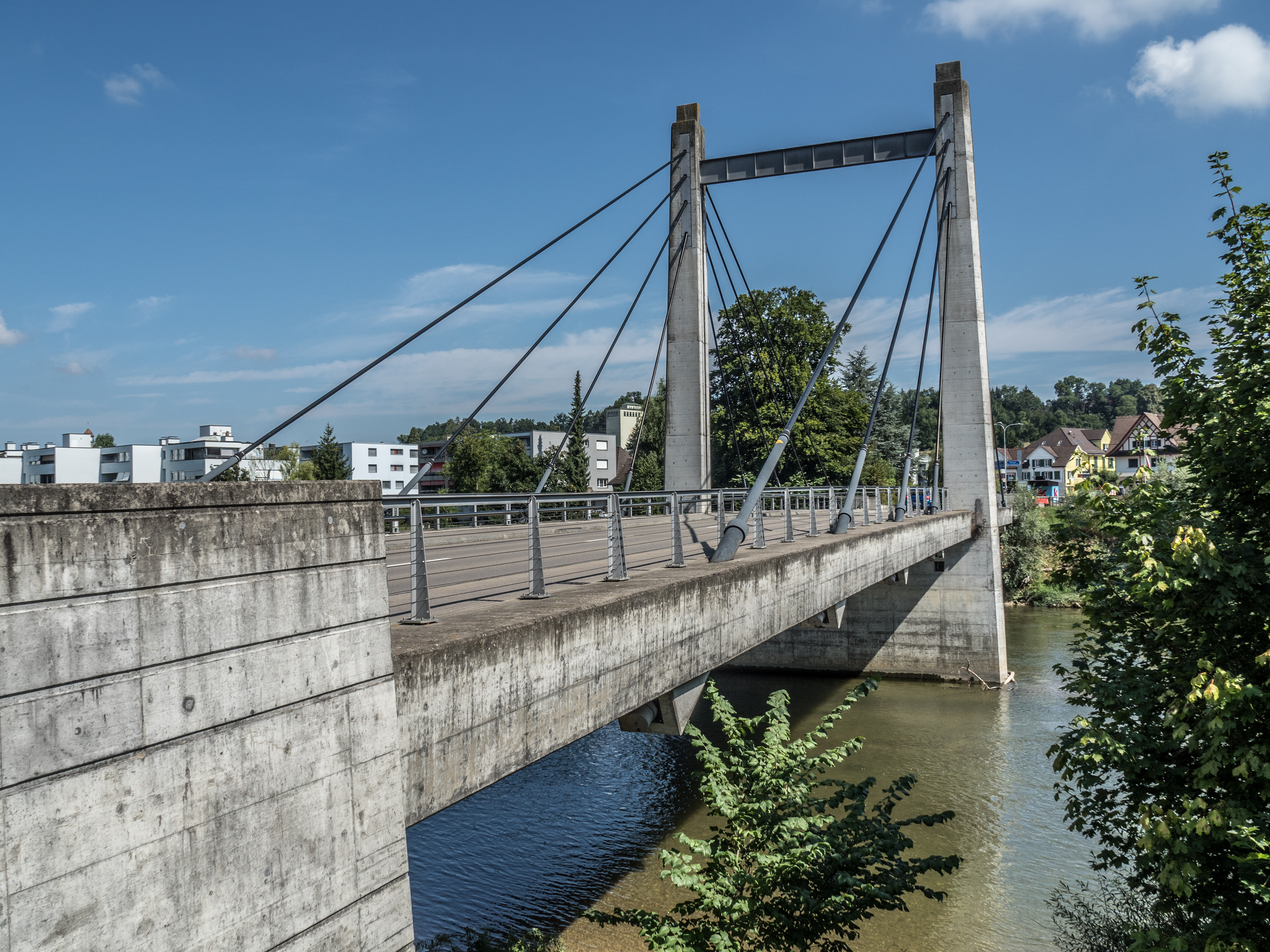
Schrägseilbrücke über die Thur